# Mierleștii de Sus
Mierleștii de Sus – wieś w Rumunii, w okręgu Aluta, w gminie Perieți. W 2011 roku liczyła 632 mieszkańców.